# Dick Katz
Richard Aaron Katz (Baltimora, 13 marzo 1924 – Manhattan, 10 novembre 2009) è stato un pianista, compositore e arrangiatore di jazz statunitense.

## Biografia
Figlio di un avvocato, dopo gli studi (al Peabody Institute di Baltimora e all'università della North Carolina) ed il servizio militare (svolto nella banda militare della marina u.s.a.), nel 1946 studiò composizione e teoria musicale e sotto l'insegnamento di Teddy Wilson perfezionò la sua tecnica strumentale.
Dopo ulteriori studi musicali (si diplomò nel 1950 alla Manhattan School of Music e alla Juilliard School), suonò con Al Casey al Greenwich Village.
Dopo aver lavorato per qualche periodo nello studio di avvocato del padre (senza rinunciare all'attività musicale), nel 1951 si esibì in vari club di Parigi, in seguito fece parte di piccoli gruppi musicali condotti da leader quali: Ben Webster, del chitarrista Chuck Wayne, Don Elliott, dal 1952 al 1954 fece parte del quartetto di Tony Scott e dal 1954 al 1955 accompagnò la coppia dei trombonisti J.J. Johnson e Kai Winding.
Dalla seconda metà degli anni cinquanta si dedicò all'attività di Sideman in sala di registrazione per musicisti come Benny Carter (nel suo famoso album Further Definitions), Kenny Dorham, Oscar Pettiford, Al Cohn, Lee Konitz, Sonny Rollins, le cantanti Nancy Harrow, Carmen McRae e Helen Merrill, Gunther Schuller, il chitarrista Jim Hall, Don Ellis, Phil Woods, Gene Quill, Zoot Sims, Roy Eldridge e molti altri ancora.
Nel 1965 fece parte dell'Orchestra U.S.A. con la quale incise l'album Sonorities, nel 1966 fondò (assieme al produttore Orrin Keepnews) la casa discografica jazz Milestone Records.
Pianista elegante e raffinato, il suo stile viene spesso avvicinato a quello di John Lewis (con il quale lo legava un'antica amicizia maturata ai tempi in cui erano studenti della Manhattan School).

## Discografia
Album
- 1958 – Jazz Piano International (Atlantic Records, 1287) a nome René Urtreger, Derek Smith, Dick Katz
- 1959 – Piano & Pen (Atlantic Records, 1314)
- 1967 – The Feeling Is Mutual (Milestone Records, MLP 1003/MSP 9003) a nome Helen Merrill Together with Dick Katz
- 1968 – A Shade of Difference (Milestone Records, MSP 9019) a nome Helen Merrill / Dick Katz
- 1984 – In High Profile (Bee Hive Records, BH 7016)
- 1993 – 3wayPlay (Reservoir Music, RSR CD 127)
- 1996 – The Line Forms Here (Reservoir Music, RSR CD 141)